# Lisina, Plužine
Lisina este un sat din comuna Plužine, Muntenegru. Conform datelor de la recensământul din 2003, localitatea are 34 de locuitori (la recensământul din 1991 erau 45 de locuitori).

## Demografie
În satul Lisina locuiesc 26 de persoane adulte, iar vârsta medie a populației este de 43,5 de ani (36,3 la bărbați și 52,7 la femei). În localitate sunt 11 gospodării, iar numărul mediu de membri în gospodărie este de 3,09.
Populația localității este foarte eterogenă.
|  |

| Demografie | Demografie | Demografie |
| An         | Locuitori  | Locuitori  |
| ---------- | ---------- | ---------- |
|            |            |            |
|            |            |            |
|            |            |            |
|            |            |            |
| 1948       | 133        |            |
| 1953       | 140        |            |
| 1961       | 117        |            |
| 1971       | 86         |            |
| 1981       | 65         |            |
| 1991       | 45         | 45         |
| 2003       | 34         | 34         |

| \| Componența etnică conform recensământului din 2003[2] \| Componența etnică conform recensământului din 2003[2] \| Componența etnică conform recensământului din 2003[2] \| Componența etnică conform recensământului din 2003[2] \| Componența etnică conform recensământului din 2003[2] \| \| ----------------------------------------------------- \| ----------------------------------------------------- \| ----------------------------------------------------- \| ----------------------------------------------------- \| ----------------------------------------------------- \| \| \| \| \| \| \| \| Sârbi \| Sârbi \| \| 20 \| 58,82% \| \| Muntenegreni \| Muntenegreni \| \| 10 \| 29,41% \| \| necunoscută \| necunoscută \| \| 0 \| 0% \| |              |  |    |        |
| Componența etnică conform recensământului din 2003 |              |  |    |        |
| |              |  |    |        |
| Sârbi | Sârbi        |  | 20 | 58,82% |
| Muntenegreni | Muntenegreni |  | 10 | 29,41% |
| necunoscută | necunoscută  |  | 0  | 0%     |